# Porte de Cologne
Le nom de porte de Cologne (en néerlandais : Keulsepoort) a été donné à des époques différentes à deux des portes de Bruxelles.

## Histoire
La porte de Schaerbeek, érigée au nord de la seconde enceinte, a d'abord porté le nom de porte de Cologne. Elle permettait en effet de rejoindre, en passant par le hameau d'Helmet, l’important axe commercial médiéval allant de Bruges  à Cologne. À la suite de l’extension du village de Schaerbeek tout proche, le nom de porte de Schaerbeek  a peu à peu remplacé le précédent.
En 1839, alors que les anciens remparts cèdent la place aux boulevards de petite ceinture, la rue Neuve est prolongée pour permettre l'accès à la gare du Nord nouvellement construite.  
Le parvis de la gare qui portera plus tard le nom de place de la Nation, puis de place Rogier, est tout d’abord appelée place de Cologne. La porte d’octroi installé au bout de la rue Neuve, et qui restera en place jusqu’en 1860 est donc désignée sous le nom de porte de Cologne. Elle devient jusqu’au voûtement de la Senne et la construction des boulevards centraux, le passage obligés des voyageurs en transit vers la gare du Midi.